# Ровба
Ро́вба — село в Україні, в Народицькій селищній громаді Коростенського району Житомирської області. Населення становить 4 особи.

## Географія
На північній околиці села тече річка Ровба, права притока Радчі.

## Історія
У 1906 році село Христиніської волості Овруцького повіту Волинської губернії. Відстань від повітового міста 45 верст, від волості 15. Дворів 28, мешканців 349.
24 лютого 2022 року село було окуповане російськими військами й звільнено у березні того ж року.

## Населення

### Мова
Розподіл населення за рідною мовою за даними перепису 2001 року:
| Мова       | Кількість | Відсоток |
| ---------- | --------- | -------- |
| українська | 4         | 100%     |